# Isole Mentawai

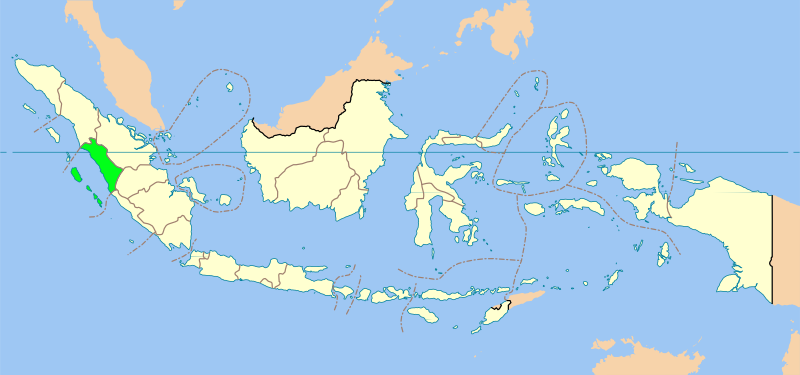
L'Indonesia: in verde la provincia di Sumatra occidentale con le isole Mentawai

Location of Regency in Sumatera Barat

Le Isole Mentawai sono una catena di isole disposte parallelamente alla costa occidentale di Sumatra, nel suo tratto centrale, a circa 150 km di distanza.
L'arcipelago comprende una settantina di isolotti e quattro isole di grandi dimensioni: Siberut (4030 km²), che è la maggiore, Sipora, che è la più piccola delle quattro (845 km²), Pagai del nord (Pagai Utara) e Pagai del sud (Pagai Selatan). Le isole sono separate da Sumatra dallo Stretto delle Mentawai.

## Amministrazione

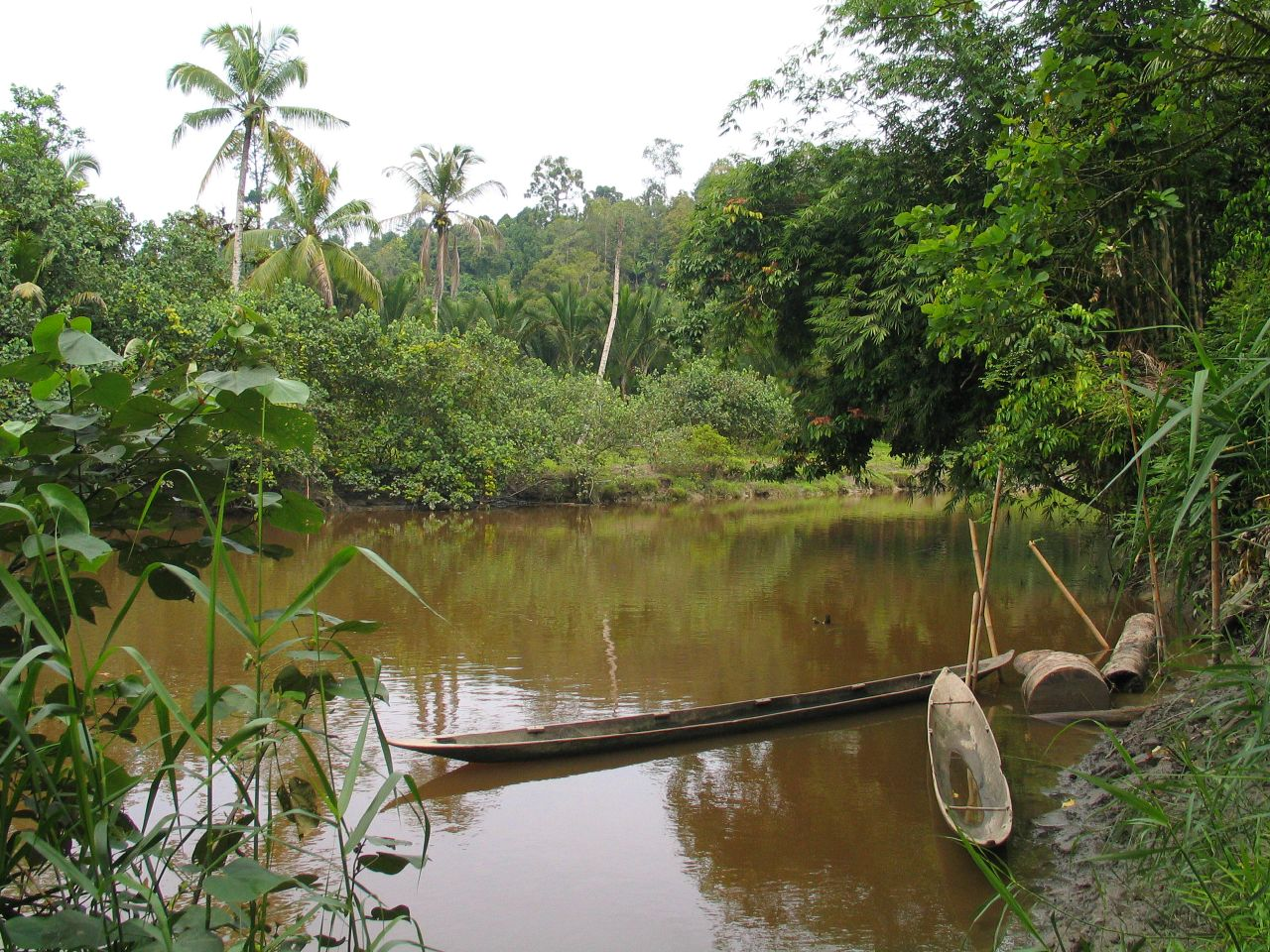
Isola Siberut: fiume con canoe tradizionali

Dal 1999 le isole Mentawai costituiscono un distretto autonomo (kabupaten) nell'ambito della provincia di Sumatra occidentale dello Stato indonesiano. Il capoluogo del distretto è Tua Pejat, nell'isola Sipora.
Il distretto è suddiviso in cinque sottodistretti (kecamatan): l'isola di Siberut ne contiene due (Siberut Selatan e Siberut Utara), e gli altri corrispondono alle altre tre isole maggiori.

## Storia
La popolazione autoctona dell'arcipelago, detta anch'essa Mentawai, è giunta nelle isole in un'epoca compresa tra il 2000 a.C. e il 500 a.C. provenendo dal nord (l'isola Siberut è stata occupata per prima) e non da Sumatra, come mostrano le differenze tra la lingua Mentawai e la diversa lingua austronesiana parlata sulla costa di Sumatra. 
I Portoghesi conoscevano le isole nei primi anni del XVII secolo, come mostra una carta del 1606. La prima descrizione dettagliata delle isole e del suo popolo da parte di un europeo fu pubblicata nel 1799 da un dipendente della Compagnia Inglese delle Indie Orientali: John Crisp.
Le isole entrarono a far parte delle Indie Orientali Olandesi nel 1864 ed uscirono dalla condizione coloniale, insieme a tutta l'Indonesia, nel 1945.
Prima dell'ottenimento dell'autonomia la cultura della popolazione autoctona era stata duramente repressa a causa del programma di modernizzazione forzata del governo di Suharto (1965-1998). In particolare la popolazione, tradizionalmente sparsa in case abitate da singoli gruppi familiari, era stata concentrata in villaggi.
Dagli anni cinquanta vi è nelle isole una significativa presenza cattolica, dovuta a missionari italiani.
A partire dalla fine degli anni ottanta le isole sono diventate un'importante meta del turismo internazionale, ambita soprattutto dagli appassionati di surf.

## Geologia ed ecologia
Le isole, essendo al confine tra le placca pacifica e la placca australiana sono sede di importante attività sismica.
Il tempo trascorso dalla separazione delle isole da Sumatra, avvenuta nel pleistocene medio circa 500.000 anni fa, è stato sufficiente perché vi si sviluppassero molte specie animali endemiche: tra queste vi sono quattro primati: il gibbone delle Mentawai, il macaco delle Mentawai, il presbite delle Mentawai e il rinopiteco di Pagai.